# Persone di nome Joaquín/Calciatori
| Questa pagina contiene informazioni ricavate automaticamente dalle voci biografiche con l'ausilio del template Bio e di un bot. L'aggiornamento è periodico e automatico e ricostruisce completamente la pagina. Se manca una persona in questa lista, sei pregato di non aggiungerla, ma accertati piuttosto che la sua voce biografica contenga il template Bio e che i dati anagrafici siano correttamente compilati. Se il template Bio manca, inseriscilo tu stesso o, in alternativa, metti l'avviso {{tmp\|Bio}} che ne segnala la mancanza. Se i dati riportati sono sbagliati, correggi direttamente la voce biografica; le modifiche saranno visibili in questa lista entro pochi giorni. Per chiarimenti vedi il progetto antroponimi. La lista contiene solo le 57 persone che sono citate nell'enciclopedia e per le quali è stato implementato correttamente il template Bio. Pagina aggiornata al 22 lug 2025. |

Questa è una lista di persone presenti nell'enciclopedia che hanno il nome Joaquín e sono calciatori.

## A(5)
- Joaquín Abdala, calciatore cileno (Cabrero, n. 2000)
- Joaquín, ex calciatore spagnolo (Oviedo, n. 1956)
- Joaquín Ardaiz, calciatore uruguaiano (Salto, n. 1999)
- Joaquín Arias, calciatore cubano (n. 1914)
- Joaquín Arzura, calciatore argentino (Campana, n. 1993)

## B(4)
- Joaquín Beltrán, ex calciatore messicano (Città del Messico, n. 1977)
- Joaquín Bezos, calciatore argentino (Buenos Aires, n. 1910)
- Joaquín Blázquez, calciatore argentino (Luque, n. 2001)
- Joaquín Botero, ex calciatore boliviano (La Paz, n. 1977)

## C(2)
- Nicolás Cabral, calciatore argentino (Pigüé, n. 1999)
- Joaquín Cortizo, calciatore spagnolo (Ribadavia, n. 1932 - Jaén, † 2018)

## D(1)
- Joaquín del Olmo, ex calciatore messicano (Tampico, n. 1969)

## F(3)
- Joaquín Fernández, calciatore uruguaiano (n. 2003)
- Joaquín Fernández Moreno, calciatore spagnolo (Huércal de Almería, n. 1996)
- Joaquín Fernández, calciatore uruguaiano (Rocha, n. 1999)

## G(4)
- Joaquín Gho, calciatore argentino (Lincoln, n. 2003)
- Joaquín Gottesman, calciatore uruguaiano (Buenos Aires, n. 1996)
- Joaquín Guillén, ex calciatore costaricano (Alajuela, n. 1968)
- Joaquín Gutiérrez, calciatore cileno (Chiguayante, n. 2002)

## H(1)
- Joaquín Hernández, ex calciatore messicano (Xaltocan, n. 1971)

## I(3)
- Joaquín Ibáñez, calciatore argentino (Venado Tuerto, n. 1996)
- Joaquín Ibáñez, calciatore argentino (Ciudad del Libertador General San Martín, n. 1995)
- Joaquín Indacoechea, calciatore argentino (Buenos Aires, n. 2000)

## J(1)
- Joaquín Jiménez Postigo, calciatore spagnolo (Alcalá de Guadaíra, n. 1918 - † 2005)

## L(3)
- Joaquín Larrivey, calciatore argentino (Gualeguay, n. 1984)
- Joaquín Laso, calciatore argentino (Balcarce, n. 1990)
- Joaquín Lavega, calciatore uruguaiano (Montevideo, n. 2005)

## M(7)
- Quini, calciatore spagnolo (Cordova, n. 1989)
- Joaquín Molina, calciatore argentino (Rafaela, n. 1991)
- Joaquín Montañés, ex calciatore spagnolo (Talavera de la Reina, n. 1953)
- Joaquín Montecinos, calciatore cileno (Barranquilla, n. 1995)
- Joaquín Mosqueira, calciatore argentino (Rosario, n. 2004)
- Joaquín Murillo, calciatore spagnolo (Barcellona, n. 1932 - Saragozza, † 2009)
- Joaquín Muñoz, calciatore spagnolo (Malaga, n. 1999)

## N(5)
- Joaquín Navarro Armero, ex calciatore spagnolo (Valencia, n. 1988)
- Joaquín Navarro Jiménez, calciatore spagnolo (Palma di Maiorca, n. 1990)
- Joaquín Navarro Perona, calciatore spagnolo (Gavà, n. 1921 - Barbastro, † 2002)
- Joaquín Novillo, calciatore argentino (Córdoba, n. 1998)
- Joaquín Noy, calciatore uruguaiano (Colonia del Sacramento, n. 1992)

## P(6)
- Joaquín Panichelli, calciatore argentino (Córdoba, n. 2002)
- Joaquín Peiró, calciatore e allenatore di calcio spagnolo (Madrid, n. 1936 - Madrid, † 2020)
- Joaquín Pereyra, calciatore uruguaiano (Montevideo, n. 1994)
- Joaquín Pereyra, calciatore argentino (Paraná, n. 1998)
- Joaquín Piquerez, calciatore uruguaiano (Montevideo, n. 1998)
- Joaquín Pombo, calciatore argentino (Lanús, n. 2001)

## R(2)
- Joaquín Reyes, ex calciatore messicano (Torreón, n. 1978)
- Joaquín Rivas, calciatore salvadoregno (Santa Ana, n. 1992)

## S(2)
- Joaquín, ex calciatore spagnolo (El Puerto de Santa María, n. 1981)
- Quino Sierra, ex calciatore spagnolo (Siviglia, n. 1945)

## T(3)
- Joaquín Tobio Burgos, calciatore argentino (Chascomús, n. 2004)
- Joaquín Torres, calciatore argentino (Neuquén, n. 1997)
- Joaquín Trasante, calciatore uruguaiano (Santa Lucía, n. 1999)

## V(4)
- Joaquín Valiente, calciatore uruguaiano (Colonia Valdense, n. 2001)
- Joaquín Varela, calciatore uruguaiano (Montevideo, n. 1998)
- Joaquín Ventura, ex calciatore salvadoregno (n. 1956)
- Joaquin Vázquez, calciatore spagnolo (Badajoz, n. 1897 - † 1965)

## Z(1)
- Joaquín Zeballos, calciatore uruguaiano (Maldonado, n. 1996)